# کرومس
کرومس (به آلمانی: Krummesse) یک شهر در آلمان است که در هرتسوگتوم لاونبورگ واقع شده‌است.
 کرومس  ۱٬۵۱۲ نفر جمعیت دارد.